# Bellême
Bellême ist eine französische Gemeinde mit 1457 Einwohnern (Stand 1. Januar 2022) im Département Orne in der Region Normandie. Sie gehört zum Arrondissement Mortagne-au-Perche und zum Gemeindeverband Collines du Perche Normand.

## Lage
Die Gemeinde Bellême liegt auf einem der zahlreichen Hügel der Landschaft Le Perche am Oberlauf des Flusses Même im Regionalen Naturpark Perche. Zur Agglomeration von Bellême zählt auch die zu Belforêt-en-Perche gehörende Commune déléguée Sérigny, die im Osten mit Bellême zusammengewachsen ist.
In der Umgebung von Bellême befinden sich die Mittelzentren Alençon, Mortagne-au-Perche und Nogent-le-Rotrou, sowie die Oberzentren Le Mans im Westen und Caen im Norden. Während Alençon als Sitz der Präfektur und Departements-Hauptstadt eine Rolle spielt, sind die Bellêmois, u. a. auch die Schüler, hauptsächlich nach Mortagne-au-Perche orientiert. Nogent-le-Rotrou liegt rund 20 Kilometer südöstlich. Von Bedeutung für Bellême ist dort der SNCF-Bahnhof, an dem nicht nur Regional-, sondern auch Schnellzüge halten. Le Mans ist das eigentliche Oberzentrum dieser Region und wird häufig für Einkäufe aufgesucht. Caen ist die Hauptstadt des Départements Calvados und Universitätsstadt.

## Bevölkerungsentwicklung
| Jahr                       | 1962 | 1968 | 1975 | 1982 | 1990 | 1999 | 2006 | 2012 | 2021 |
| -------------------------- | ---- | ---- | ---- | ---- | ---- | ---- | ---- | ---- | ---- |
| Einwohner                  | 1844 | 1742 | 1843 | 1849 | 1788 | 1774 | 1602 | 1593 | 1456 |
| Quellen: Cassini und INSEE |      |      |      |      |      |      |      |      |      |

## Sehenswürdigkeiten
Bellême liegt südöstlich des größten zusammenhängenden Waldgebietes der Normandie, dem Forêt de Bellême. Dieser Wald ist vor allem durch seinen Bestand an sehr alten Eichen berühmt geworden. Dort wachsen auch zahlreiche Pilzarten, Anlass für die jährlich im Herbst stattfindenden Bellêmer Pilztage.
Der Stadtkern bietet ein typisch normannisches Bild, die meisten Häuser haben Fassaden aus dem typischen dunkelgrauen Schiefer. Im Zentrum steht die im romanischen Stil erbaute Kirche Saint Sauveur mit stämmigem Kirchturm, dam Wahrzeichen der Gemeinde. Die Kirche ist von einem Häusercarré umgeben, welches die place de la république säumt. Der zentrale Platz ist leicht abschüssig angelegt, am oberen Ende wird er vom Rathaus sowie dem Oberen Stadttor La Porche abgeschlossen. Die ehemals befestigte Altstadt von Bellême, die ville close, erstreckt sich vom Stadttor den Festungshügel hinunter bis zum Bellêmer Schloss. Unterhalb des Schlosses existieren noch Reste der Festungsmauer, am Fuße dieser wurde ein ca. 200 m langer Abschnitt des Wassergrabens erhalten, der von Schwänen bevölkert ist und deshalb lac de cygnes (Schwanensee) genannt wird.
In der Hauptstraße von Bellême gibt es viele kleine Geschäfte, die den typisch französischen Charme verbreiten. Verstärkt (Stand April 2012) gesellen sich Antiquitätenläden zur Geschäftswelt von Bellême, was durch die Ausrichtung auf die zahlreichen Touristen begründet ist.
In Bellême ist ein Golfplatz mit 18 Löchern vorhanden, zu dem auch ein Clubhaus und ein Hotel gehören.

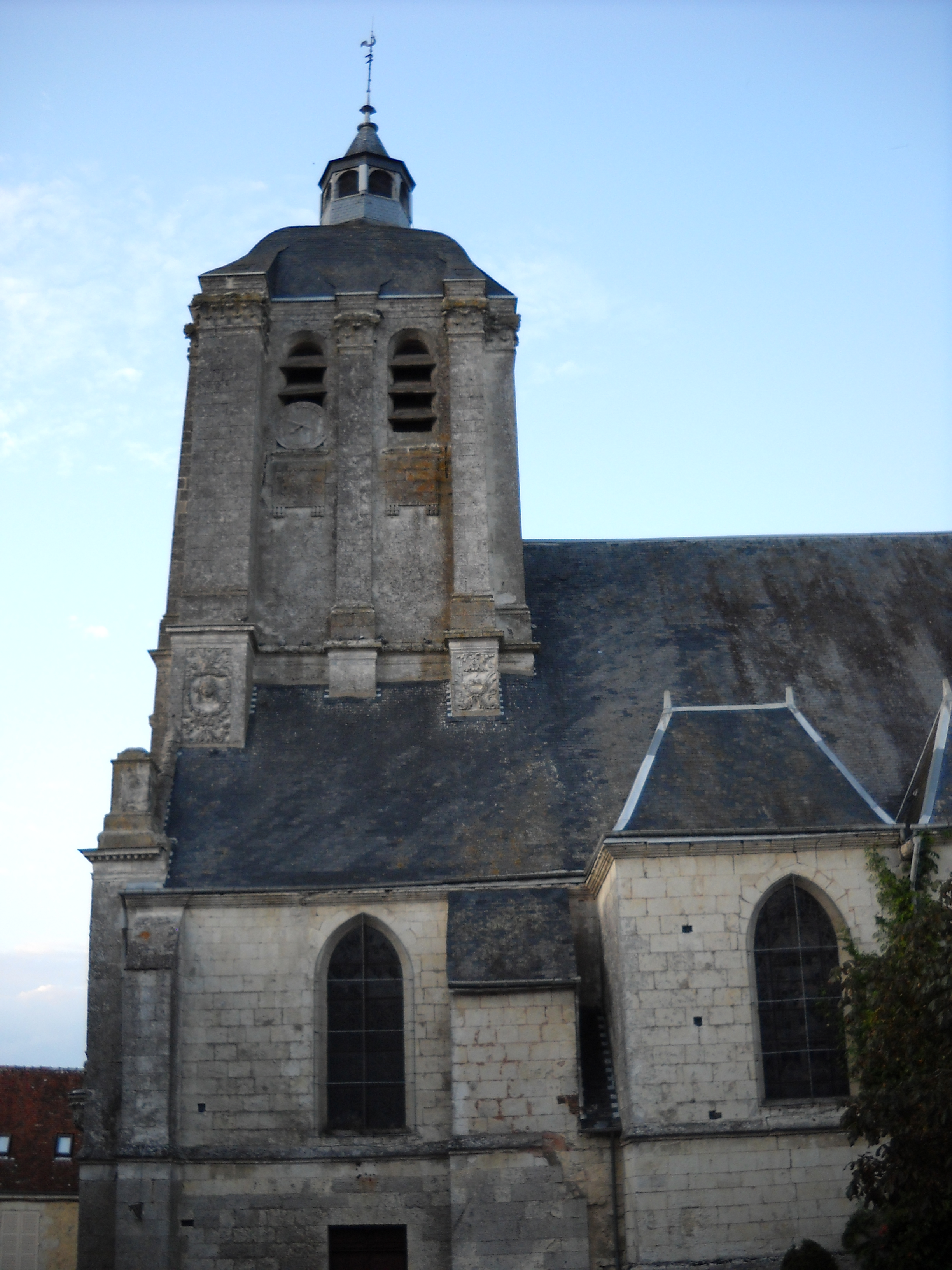
Kirche Saint-Sauveur
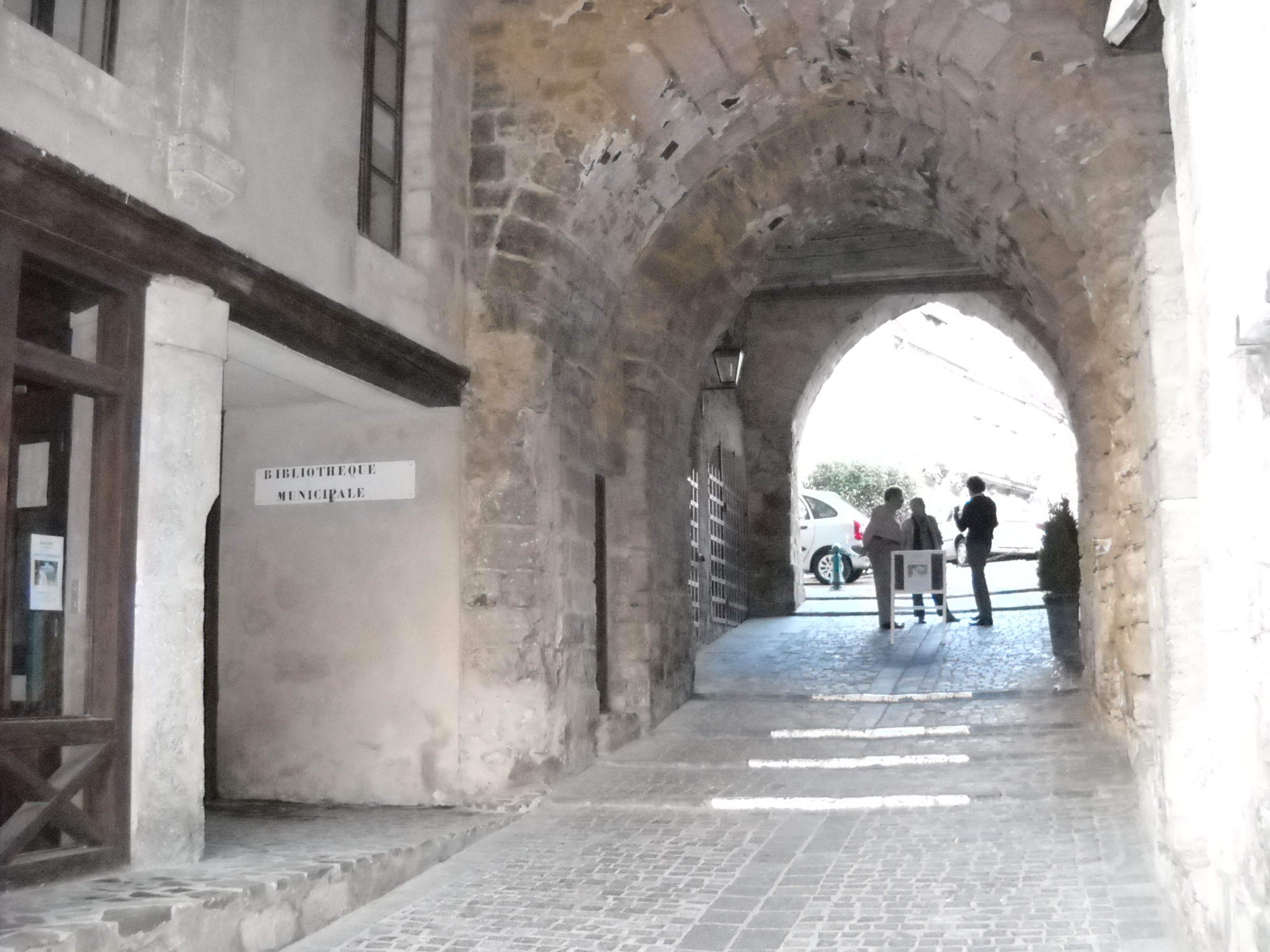
Durchgang durch die Porche, das obere Stadttor an der Place de la Republique
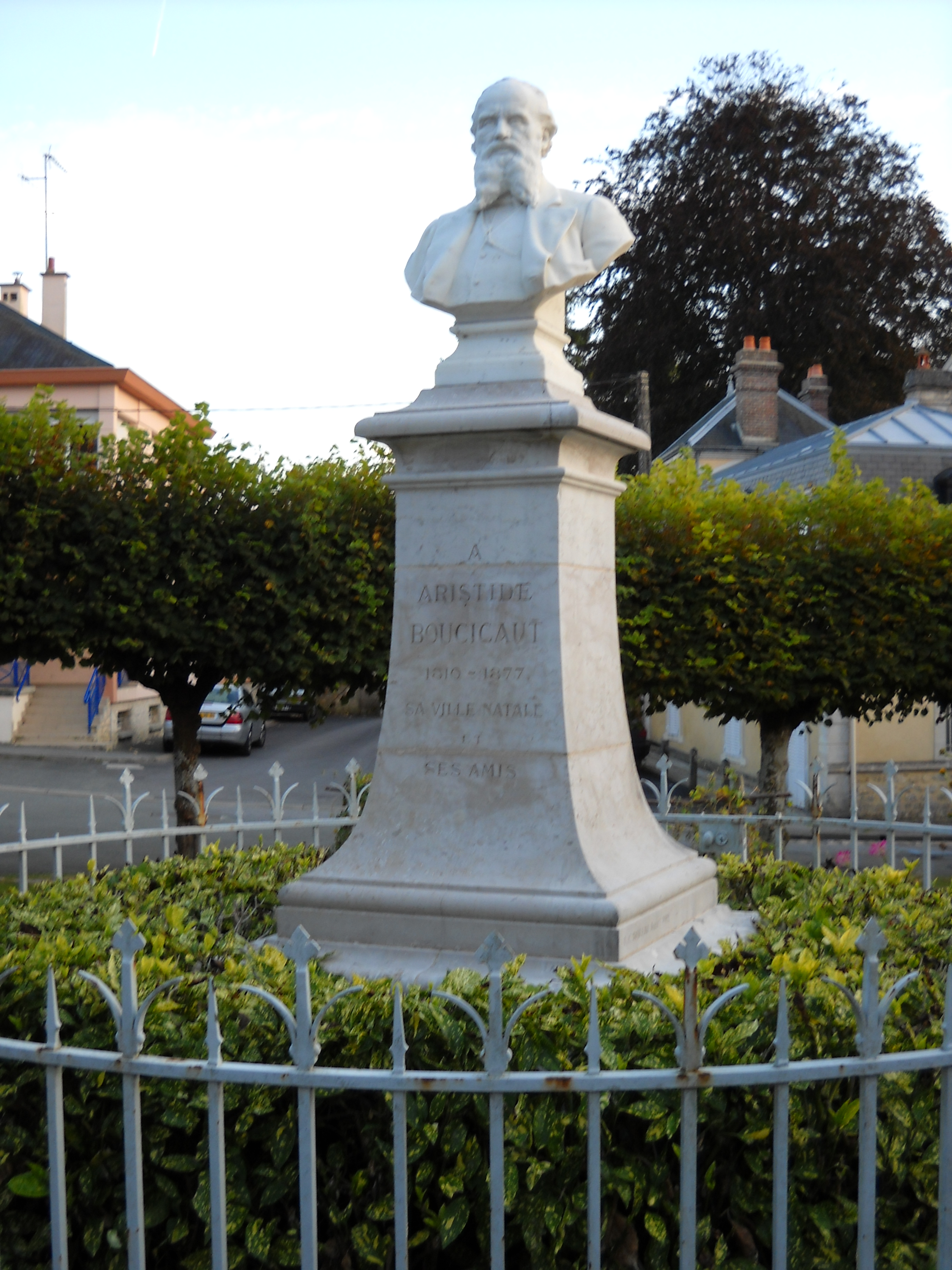
Aristide-Boucicaut-Statue
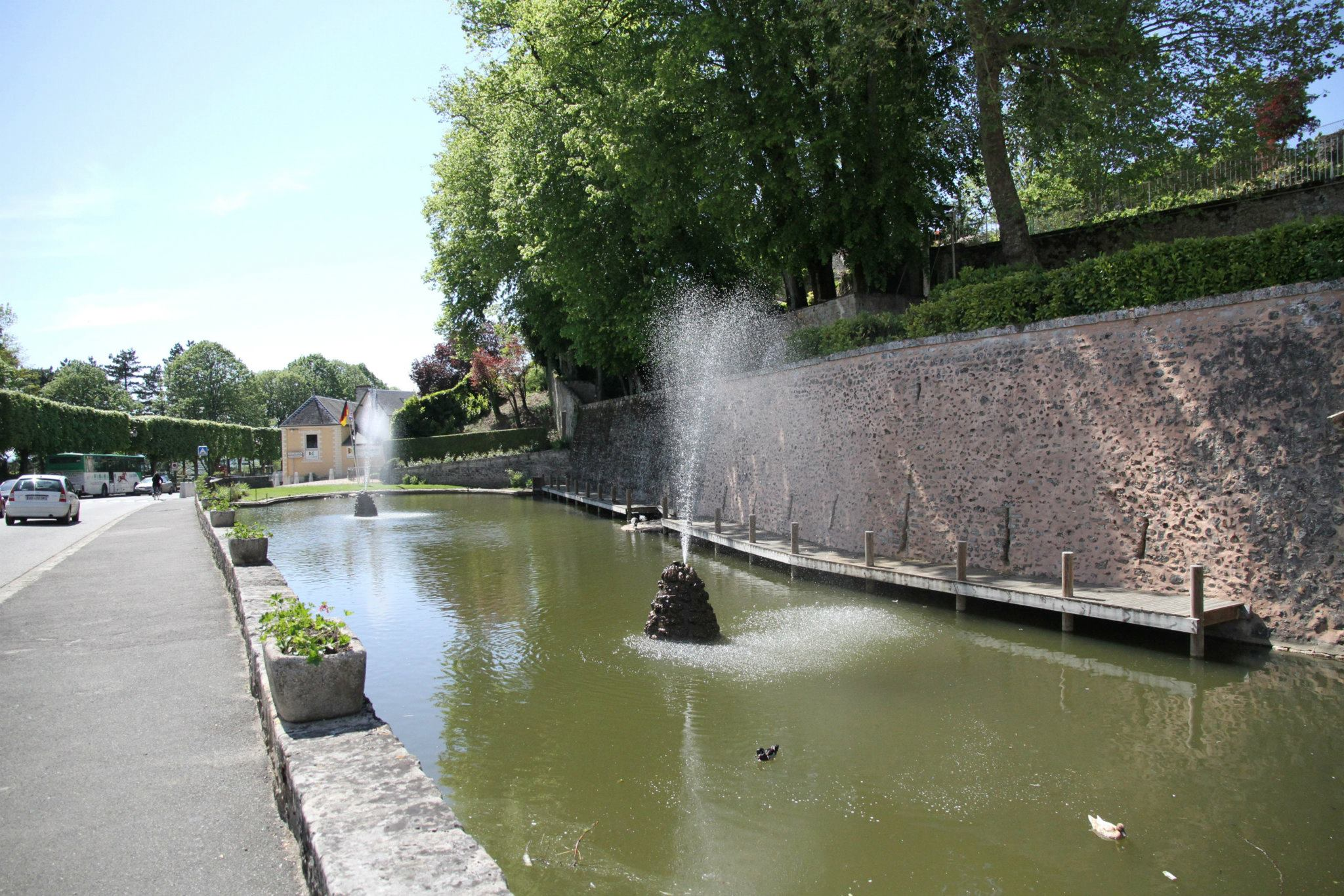
Wassergraben des Alten Schlosses
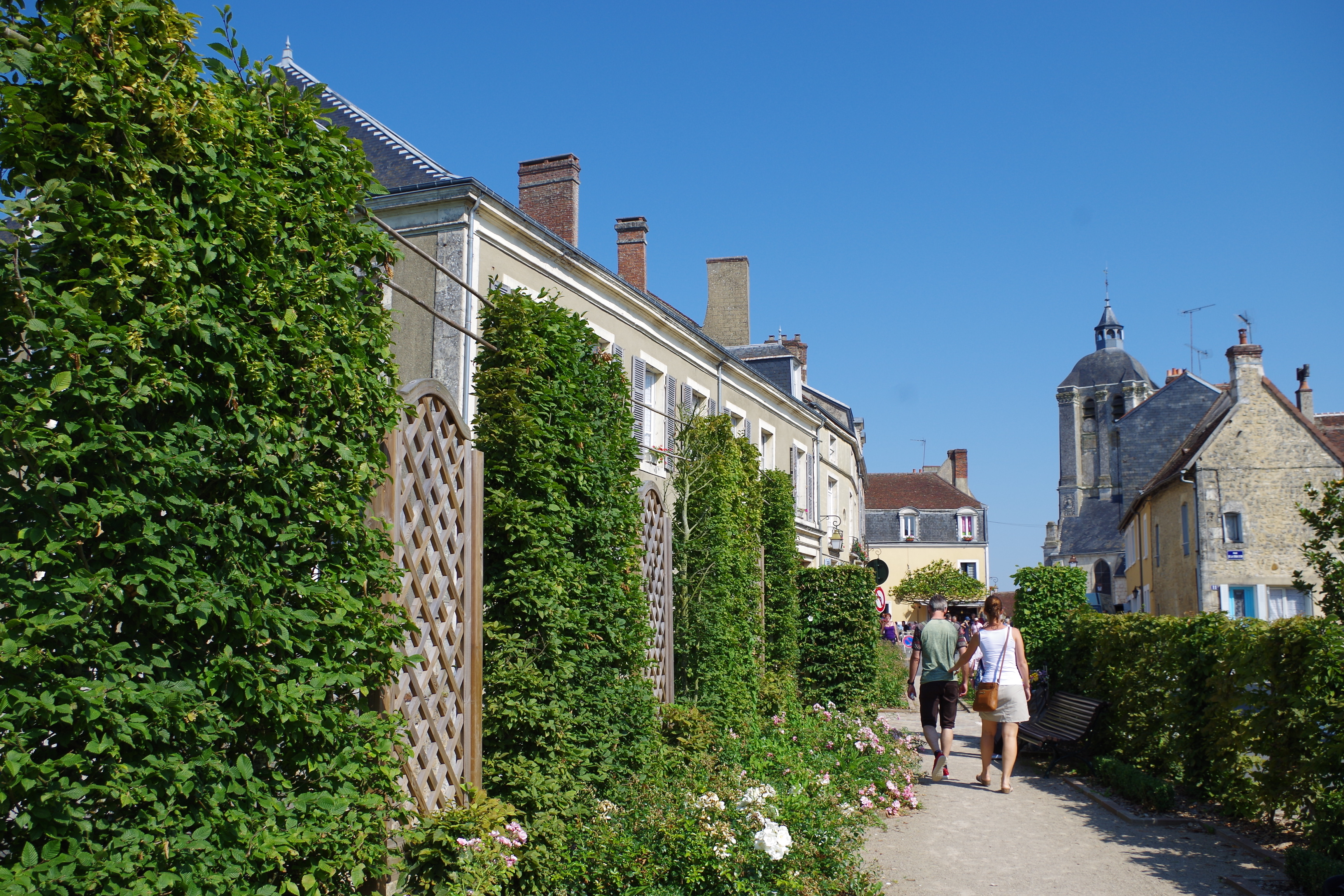
Grünanlage östlich der Festungs-Stadt (ville close)

## Gemeindepartnerschaften
Seit 1979 unterhält Bellême eine Partnerschaft mit der Gemeinde Goring-on-Thames in der englischen Grafschaft Oxfordshire. 1980 wurde auch eine Partnerschaft mit der südbadischen Stadt Stühlingen in Baden-Württemberg vereinbart.
Es findet jährlich ein Austausch von Schülern statt.
Beide Städtepartnerschaften werden sehr aktiv vom Bellêmer Partnerschaftskomitee betrieben.
Diese Kommission umfasst eine quarantaine, also ca. 40 Personen.

### Persönlichkeiten mit Bezug zu der Gemeinde
- Mabile de Bellême, Baronin
- Blanche de Castille, Königin von Frankreich
- Pierre de Fontenay, Gouverneur
- George François Berthereau, Benediktiner
- Jean Massard, Graveur
- Guillaume André Villoteau, Musikhistoriker
- Pierre François Henri Bouvet de Louvigny, Politiker
- Aristide Boucicaut, Großhändler
- Thomas-Henri Martin, Historiker
- Philippe de Chennevières, Kunsthistoriker
- Marie Edouard Benjamin Vandier, Politiker
- Alfred Bansard des Bois, Abgeordneter
- Charles Pitou, Dichter
- Théodore Tuffier, Chirurg
- Gaston Dona
- Maurice Simon, Komponist
- Roger Martin du Gard, Nobelpreisträger
- Carol de Roumanie (1893–1953), roi de Roumanie.
- Roger Heim,  Mykologe, Direktor am Muséum national d'histoire naturelle.
- Jean-Pierre Dubois de Gennes, Historiker
- Alain Spault, Fußballspieler
- Augustin de Romanet